# 上三田駅
上三田駅（かみみたえき）は、広島県広島市安佐北区白木町大字三田にある、西日本旅客鉄道（JR西日本）芸備線の駅である。

## 歴史
1941年戦争でガソリンカーが使えなくなったため廃止され、その後住民の復活運動と建設費の負担により復活したという経緯を持つ。戦前の駅は現在よりも150mほど（営業キロで0.2km）広島寄りにあり、戦後復活するにあたり現在の位置に移転した。

### 年表
- 1930年（昭和5年）1月1日：芸備鉄道の三田吉永駅（みたよしながえき）として開業[2]。
- 1937年（昭和12年）7月1日：芸備鉄道を国有化[2]。これに伴い上三田駅に改称[2]。
- 1941年（昭和16年）8月10日：ガソリンカーの使用停止に伴い廃止[2]。
- 1948年（昭和23年）8月10日：上三田駅として復活[3]。
- 1971年（昭和46年）12月20日：業務委託駅から無人駅（簡易委託駅）となる[4][5]。荷物扱い廃止[6]。
- 1973年（昭和48年）11月1日：国鉄（→JR）の特定都区市内制度における「広島市内」の駅となる[7][注釈 1]。
- 1987年（昭和62年）4月1日：国鉄分割民営化により西日本旅客鉄道に承継[2]。
- 2018年（平成30年）7月6日：豪雨災害により営業休止。
- 2019年（平成31年）4月4日：三次駅 - 中三田駅間で暫定的に運転再開[8]。
- 2024年（令和6年）11月末：自動券売機を撤去[9]。

## 駅構造
広島方面に向かって右側に単式1面1線のホームを持つ地上駅（停留所）。ホームが駅舎より高い位置にあり、駅舎からは階段を上る必要がある。便所は設置されていない。
広島駅管理の無人駅。JRの特定都区市内制度における「広島市内」の駅である。

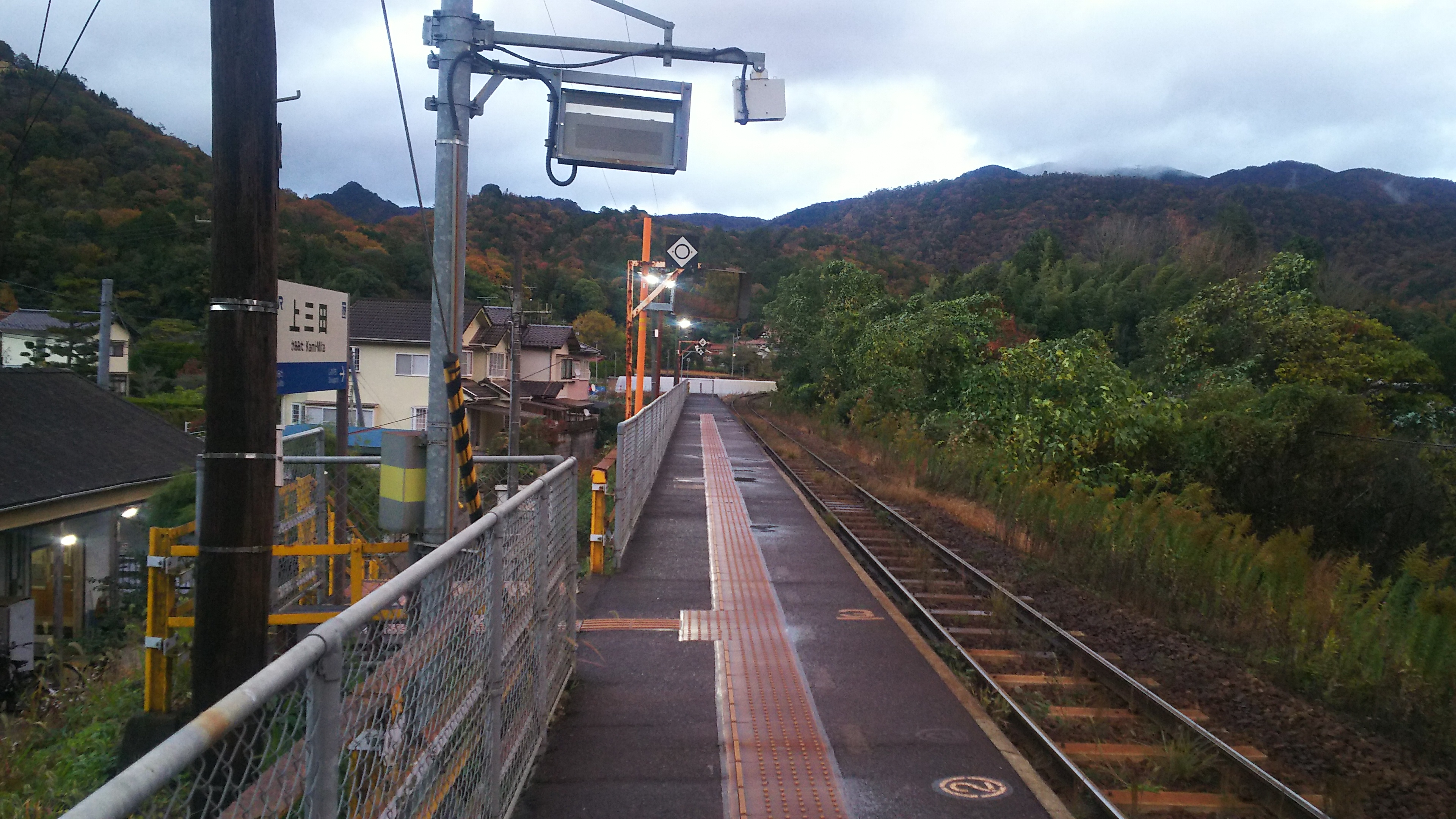
ホーム（2022年11月、画像奥が志和口・三次方面）

## 利用状況
以下の情報は、広島市統計書及び広島市勢要覧に基づいたデータである。
| 年度               | 1日平均 乗車人員 | 年度毎 総数 | 定期券 総数 | 普通券 総数 |
| ------------------ | ---------------- | ----------- | ----------- | ----------- |
| 1974年（昭和49年） | 473.0            | 345,301     | 285,966     | 59,335      |
| 1975年（昭和50年） | 450.0            | 329,415     | 258,028     | 71,387      |
| 1976年（昭和51年） | 449.1            | 327,828     | 247,294     | 80,534      |
| 1977年（昭和52年） | 446.6            | 325,997     | 249,046     | 76,951      |
| 1978年（昭和53年） | 408.0            | 297,821     | 242,360     | 55,461      |

以上の1日平均乗車人員は、乗車数と降車数が同じであると仮定し、年度毎総数を365（閏年が関係する1975年は366）で割った後で、さらに2で割った値を、小数点第二位で四捨五入。小数点一位の値にした物である。
| 年度                | 1日平均 乗車人員 |
| ------------------- | ---------------- |
| 1979年（昭和54年）  | 412              |
| 1980年（昭和55年）  | 396              |
| 1981年（昭和56年）  | 374              |
| 1982年（昭和57年）  | 342              |
| 1983年（昭和58年）  | 354              |
| 1984年（昭和59年）  | 355              |
| 1985年（昭和60年）  | 357              |
| 1986年（昭和61年）  | 336              |
| 1987年（昭和62年）  | 322              |
| 1988年（昭和63年）  | 306              |
| 1989年（平成 元年） | 305              |
| 1990年（平成02年）  | 304              |
| 1991年（平成03年）  | 318              |
| 1992年（平成04年）  | 293              |
| 1993年（平成05年）  | 286              |
| 1994年（平成06年）  | 287              |
| 1995年（平成07年）  | 278              |
| 1996年（平成08年）  | 264              |
| 1997年（平成09年）  | 251              |
| 1998年（平成10年）  | 246              |
| 1999年（平成11年）  | 235              |
| 2000年（平成12年）  | 219              |
| 2001年（平成13年）  | 216              |
| 2002年（平成14年）  | 201              |
| 2003年（平成15年）  | 179              |
| 2004年（平成16年）  | 162              |
| 2005年（平成17年）  | 159              |
| 2006年（平成18年）  | 169              |
| 2007年（平成19年）  | 161              |
| 2008年（平成20年）  | 137              |
| 2009年（平成21年）  | 123              |
| 2010年（平成22年）  | 110              |
| 2011年（平成23年）  | 124              |
| 2012年（平成24年）  | 122              |
| 2013年（平成25年）  | 103              |
| 2014年（平成26年）  | 96               |
| 2015年（平成27年）  | 103              |
| 2016年（平成28年）  | 89               |
| 2017年（平成29年）  | 89               |
| 2018年（平成30年）  | 51               |
| 2019年（令和 元年） | 47               |
| 2020年（令和02年）  | 48               |
| 2021年（令和03年）  | 38               |
| 2022年（令和04年）  | 46               |

乗車数グラフ

## 駅周辺
- 上三田簡易郵便局
- 河津川

## 隣の駅
西日本旅客鉄道（JR西日本）
 芸備線
■快速「みよしライナー」
通過
■普通
志和口駅 - 上三田駅 - 中三田駅